# Ranger 5
Ranger 5 war eine Raumsonde der US-amerikanischen Raumfahrtagentur NASA. Sie war die fünfte Sonde im Rahmen des Ranger-Programms zur Erforschung des Mondes. Ebenso wie Ranger 3 und Ranger 4 wurde sie im sogenannten Block-II-Design gebaut und wog 342 Kilogramm. Wie ihre Vorgänger sollte die Sonde Bilder von der Oberfläche des Mondes machen und diese zur Erde übermitteln. Es war geplant, kurz vor dem Aufschlag auf dem Mond eine Kapsel mit seismischen Instrumenten abzusetzen. Diese hätte mit einer autonomen Batterieversorgung ca. 30 Tage Daten an die Erde übermitteln sollen. Die Bilder der Oberfläche sollten wie bei den beiden vorangegangenen Missionen in den letzten zehn Minuten vor dem Aufprall auf der Oberfläche gemacht werden.

## Die Mission
Ranger 5 startete am 18. Oktober 1962 an Bord einer Atlas-Agena-B-Rakete von der Startrampe LC-12 auf der Cape Canaveral Air Force Station.
Nach Erreichen der Erdumlaufbahn gelang der Einschuss auf eine Bahn in Richtung Mond. Nach acht Stunden und 44 Minuten brach jedoch die Stromversorgung zusammen, so dass wichtige Kurskorrekturmanöver nicht durchgeführt werden konnten. Ranger 5 verfehlte den Mond um 725 Kilometer und gelangte in eine heliozentrische Umlaufbahn. Vier Stunden lang lieferte das Gammastrahlenspektrometer Werte an die Bodenstation.